# Constance af Sicilien
Constance 1. (født 2. november 1154, død 27. november 1198) var regerende dronning af Sicilien fra 1194 til 1198. Hun regerede sammen med sin ægtefælle fra 1194 til 1197 og med sin mindreårige søn Frederik 2. i 1198. Hun var også tysk-romersk kejserinde som ægtefælle til Kejser Henrik 6..

## Genealogi
```
 
ROGER 1.
 (c.1031 – 1101)
, greve af Sicilien (1062), o=o (1) 1061 Judith af Evreux (1050 – 1076)
     │                                               o=o (2) 1077 Eremberge af Mortain († 1087)
     │                                               o=o (3) 1087 Adelaide af Vasto (1074 – 1118)
     ├─1> Matilde af Hauteville (1062 – 1094) o=o Raimund 4. af Toulouse
     ├─1> Adelicia († 1096), o=o Henry, greve af Monte Sant'Angelo
     ├─1> Emma († 1120), o=o Rudolf Maccabeo, greve af Montescaglioso
     │ 
     ├─2> 
Mauger
, greve af Troina (c.1080 – c.1100)
     ├─2> Busilla (Felicia) (c.1080 – 1102), o=o Koloman, konge af Ungarn, 
     ├─2> Constance af Sicilien (c.1080 – 1138), o=o Konrad 2. af Italien 
     ├─2> Iolanda, o=o Robert af Bourgogne 
     ├─2> Judith, o=o Roberto 1. af Bassunvilla   
     │ 
     ├─3> 
Simon af Sicilien
 (1093 – 1105)
, greve af Sicilien 1101
     ├─3> Matilde af Hauteville (c.1090 – 1119)   o=o (2)Rainulf 3. af Alife 
     └─3> 
ROGER 2.
 (1095 – 1154)
, greve (1105) derpå konge af Sicilien (1130)
          │           o=o (1) 1116 Elvira Alfonso af Castillien (1097 – 1135)
          │           o=o (2) 1149 Sibille af Borgogne (1126 – 1150)
          │           o=o (3) 1151 Beatrice af Rethel (c.1135 – 1185)
          │    
          ├─1> 
Roger 3. af Apulien (1118 – 1148)
, hertug af Apulien og Calabrien, (o=o) Bianca af Lecce
          │     └──> 
TANCRED (1138 – 1194)
, greve af Lecce, konge af Sicilien (1189 – 1194), o=o Sibylla af Acerra
          │          ├──> 
Roger 3. af Sicilien (1175 – 1193)
, medkonge af Sicilien 1193, o=o Irene Angelo 
          │          ├──> Costanza, o=o Pietro Ziani, doge af Venezia           
          │          ├──> Valdrada af Hauteville, o=o Jacopo Tiepolo, doge af Venezia
          │          ├──> Maria Albina af Lecce c.1175 – 1234), grevinde af Lecce, o=o 1200 Gauthier 3. af Brienne
          │          └──> 
VILHELM 3. (1185 – 1198)
, konge af Sicilien (1194)
          │     
          ├─1> 
Tancred af Bari (c.1120 – 1138)
, fyrste af Bari (og Taranto)
          ├─1> 
Alfonso af Hauteville (c.1122 – 1144)
, fyrste af Capua, hertug af Napoli
          ├─1> 
VILHELM 1.
 
(den onde)
 (1131 – 1166)
, konge af Sicilien (1154 – 1166), o=o Margarita af Navarra
          │    ├──> 
Roger 4. af Apulien (1150 – 1161)
, hertug af Apulien      
          │    ├──> 
VILHELM 2. 
(den gode)
 (1153 – 1189)
, konge af Sicilien (1166 – 1189), o=o 1177 Joan af England (1165-1199)
          │    ├──> 
Henrik af Hauteville (1158 – 1172)
, fyrste af 
Capua

          │    └──> Matina, o=o Margarito af Brindisi
          │
          ├─1> Adelicia (c.1130 – ?), o=o Gozzolino af Loreto    
          ├-N> 
Simon af Taranto

          │     
          └─3> 
CONSTANCE
 (1154 – 1198), o=o 
Henrik 6.
 (1165 – 1197) tysk-romersk kejser (1191 – 1197)
               └──> 
Frederik 2.
 (1194 – 1250), tysk-romersk kejser (1212 – 1250)
```